# سانتا کاتارینا، سائوتومه و پرنسیپ
سانتا کاتارینا، سائوتومه و پرنسیپ (به لاتین: Santa Catarina, São Tomé and Príncipe) یک منطقهٔ مسکونی در سائوتومه و پرنسیپ است که در Lembá District واقع شده‌است.

## خصوصیات
سانتا کاتارینا، سائوتومه و پرنسیپ ۹۷۱ نفر جمعیت دارد.